# جواكيم تيكسيرا
جواكيم تيكسيرا (بالبرتغالية: Joaquim Teixeira) (18 مارس 1917 بهورتا في البرتغال - ) هو لاعب كرة قدم برتغالي في مركز الهجوم. شارك مع منتخب البرتغال لكرة القدم. أما مع النوادي، فقد لعب مع فيتوريا دي غيماريش ونادي بنفيكا ونادي القباسة ‏ وO Elvas C.A.D. ‏ وAlmada A.C. ‏.

## وصلات خارجية
- جواكيم تيكسيرا على موقع قاعدة بيانات كرة القدم.إي يو (الإنجليزية)
- جواكيم تيكسيرا على موقع عالم كرة القدم.نت (الإنجليزية)